# 広島橋 (ベルリン)
広島橋（ひろしまばし、ドイツ語: Hiroshimasteg）は、ベルリンのティーアガルテン地区東部のラントヴェール運河に架かる、歩行者用の橋である。今日の単アーチ鉄骨構造の橋は1987年に架けられた。運河のこの場所には既に1834年に歩行者のための鉄橋が架けられていた。

## 歴史
19世紀前半に架けられた最初の錬鉄橋には名前がなかったが、1885年12月5日にリュッツォー橋と名付けられた。橋はライヒピーチ通りに沿ったホーエンツォレン通りからラントヴェール運河を越えてリュッツォー通りとを結んでいたのである。リュッツォー橋は1933年12月7日にシュペー伯爵橋と改名されたが、これはナチスが讃えたドイツ帝国海軍将軍シュペー伯爵に因んだものだった。
この小さな橋は第二次世界大戦で破壊され、およそ40年後に新たな計画で再建された。2ヒンジ式アーチ構造の橋は最初の歩行者用橋を模していて、同じくシュペー伯爵橋と名付けられた。橋は両岸のコンクリートの橋台に支えられ、水面を斜めに横切っている。1990年11月1日、日本の都市広島に1945年8月6日原子爆弾が投下されてから45年後、当時のティーアガルテン区議会は橋を広島橋と改名することを決めた。既に1990年9月1日に、橋を通るシュペー伯爵通りは、原子爆弾の犠牲者を追悼するために広島通りと改名されていた。真鍮の銘板が橋の東岸のライヒピーチ通りに設置され、「Hiroshimasteg」「広島橋」の文字がローマ字と日本語で刻まれている。

## 橋の周辺
橋の近隣には、バウハウス・アーカイブ、在ドイツ日本国大使館、イタリア文化会館、ベンドラー通りのドイツ連邦国防省があり、ドイツ各州の機関の建物もある。